# Liste der Wegekreuze und Bildstöcke in Monschau
Die Liste der Wegekreuze und Bildstöcke in Monschau listet die Flur- und Wegekreuze sowie die Bildstöcke auf dem Gebiet der Stadt Monschau mit ihrer jeweiligen persönlichen Geschichte – soweit bekannt – und ohne Anspruch auf Vollständigkeit auf.

## Liste
| Standort                                           | Stadt-/Ortsteil                 | Datierung                                     | Beschreibung/Inschrift | Bild |
| -------------------------------------------------- | ------------------------------- | --------------------------------------------- | --- | ---- |
| Am Grindel 2 (Lage)                                | Monschau                        | unbekannt                                     | Einfaches hohes, schmuckloses Holzkreuz gegenüber Haus Am Grindel 2, entlang des Wanderweges Nr. 35; Geschichte unbekannt |      |
| Austraße 3 (Lage)                                  | Monschau                        | unbekannt                                     | Prozessionskreuz an der Südfassade der Aukirche, großes Holzkreuz mit baldachinartigem Giebeldach; großer, heller Korpus, vergoldete Strukturen an den Enden der Kreuzbalken. |      |
| Auf dem Schloss 5 (Lage)                           | Monschau                        | unbekannt                                     | dunkles mittelgroßes Kreuz mit hellem Korpus an der Wand im Innenhof des Maria-Hilf-Stifts; Geschichte unbekannt. |      |
| Bergstraße 5 (Lage)                                | Monschau                        | unbekannt                                     | Kleiner querrechteckiger Bildstock in die Stützwand des Hauses Bergstraße Nr. 5 eingelassen. Hinter einem Schutzgitter ein Bildnis der Anbetung Mariens, darüber ein kleines, schlichtes Metallkreuz. Unter dem Bildstock ein quaderförmiger Inschriftenstein. Inschrift: „St. Maria et St. Dominice, orate pro nobis.“ |      |
| Burgring (Lage)                                    | Monschau                        | 1930er-Jahre                                  | Kleines Gedenkkreuz aus Granit wurde in einen altarähnlichen Bruchsteinsockel eingebaut. Die gesamte Anlage geriet durch die Straßensanierung unter das Fahrbahnniveau, lediglich eine kleine Blumenschale und ein Grablicht oberhalb des Kreuzes auf einem Felsvorsprung weisen auf das darunter liegende versteckte Kreuz hin. Anlass des Kreuzes war der Tod des 47-jährigen Arbeiters Martin Tüpper aus Steckenborn, der bei Straßenarbeiten unverschuldet unter eine Walze geraten war, er hinterließ Frau und sechs Kinder Inschrift derzeit nicht mehr lesbar, lautet gemäß Überlieferung: „Am 15. Juni 1931 kam hier der Arbeiter Martin Tüpper bei einem Unfall zu Tode.“ |      |
| Ecke Sonntagsley / Kierberg (Lage)                 | Monschau                        | unbekannt                                     | Einfaches Flurkreuz mit Giebeldach, Giebelfläche rückseitig verstärkt, Geschichte unbekannt |      |
| Ehrensteinsley (Lage)                              | Monschau                        | 2012                                          | Großes vierkantiges drei Meter hohes Gipfelkreuz aus Stahl auf dem Gipfel des Ehrensteinsley. Es wurde gespendet von einem Monschauer Ehepaar nach einem Urlaub in Südtirol. Die Einweihung fand am 19. Mai 2012 durch den Pfarrer Karl-Heinz Stoffels statt. |      |
| Eschbachstraße 35 (Lage)                           | Monschau                        | 1830er-Jahre                                  | Gusseisernes 1,40 Meter hohes Kreuz mit dunklem Korpus in einer Wandnische der mächtigen Bruchstein-Stützmauer am Haus Eschbachstraße 35. Es befand sich anfangs auf dem Dachfirst von „Haus Eyll“ in der Laufenstraße 48, das um 1830 von dem benachbarten Ursulinenkloster Monschau als Erweiterungsbereich zum Kloster aufgekauft worden war und anlässlich dessen mit dem Kreuz bestückt wurde. Am 12. April 1967 musste das Gebäude abgerissen werden, um nach Schließung des Klosters Platz für den Sparkassen-Neubau samt Tiefgarage zu schaffen. Ein Monschauer Bürger rettete dabei das Kreuz vor seiner Vernichtung und übergab es einer Schlosserei. Dort lag das Kreuz so lange ungenutzt, bis es auf Initiative von Pastor Karl-Heinz Stoffels im Jahr 2007 an seinem heutigen Platz angebracht wurde.                                                                                      |      |
| Kirchstraße 22 (Lage)                              | Monschau                        | unbekannt                                     | Großes Holzkreuz mit großem hellem Korpus neben dem Haupteingang der Kirche St. Mariä Geburt. Kreuz endet fußseitig auf einem kleinen altarartigen Sockel und ist überdacht von einem baldachinartigen Giebeldach. |      |
| Oberer Mühlenberg 36 (Lage)                        | Monschau                        | unbekannt                                     | Großes braunes hölzernes „Hauskreuz“ in einer mit Pflanzen geschmückten Hausnische; heller Korpus, Giebeldach mit geschwungener Frontseite; über dem Korpus weiteres kleines Schutzdach. |      |
| Unterer Kalk (Lage)                                | Monschau                        | unbekannt                                     | Schmales hellbraunes Holzkreuz mit Giebeldach und hellem Korpus, Geschichte unbekannt. |      |
| Dreistegen 2 (Lage)                                | Monschau-Dreistegen             | 1846; 1946 erneuert, 1980er-Jahre restauriert | Gedenkkreuz für zwei Unglücksfälle: Zum einen verunglückte hier 1846 der Fuhrknecht Nicolas Winands aus der gegenüberliegenden Scheiblerfabrik Dreistegen, als sich sein Fuhrwerk ungesichert in Bewegung setzte und er unter die Räder kam. Zum anderen erlitten 1968 vier Insassen eines Pkws aus Flandern den Tod, als sie von einem Raupenbagger zerquetscht wurden, der sich von der Ladefläche eines entgegenkommenden LKWs gelöst hatte. Inschrift Kreuz: „Nikol. Wienands von Monschau wurde am 28. September 1846 hier überfahren. Wachet, denn ihr wisset die Stunde nicht wann der Herr kommen wird.“; Inschrift Tafel: „Am 19.08.1968 verunglückten hier tödlich Fam. van Empten aus Genk/Flandern Andreas (58), Josefina (53), Hubert (18), Paul Beeler (9, Enkel).“ |      |
| Bundesstraße 258 (Lage)                            | Monschau-Dreistegen             | 2017/2018                                     | Gedenkkreuz für den an dieser Stelle verstorbenen Andreas Lehnen aus Alsdorf, Mitarbeiter an der Europaschule in Herzogenrath. Inschrift Plakette: „Andreas Lehnen * 06.08.1969 † 30.08.2017“ |      |
| Bundesstraße 258 (Lage)                            | Monschau-Hargard                | 1934, 2021 erneuert                           | Gedenkkreuz für den Unfalltod des Schreinermeisters Karl Braun aus Kesternich, der mit seinem Fahrrad auf nasser Fahrbahn aus der abschüssigen Kurve getrieben wurde und in einen LKW fuhr. Einen Tag später starb er an den Unfallfolgen. Inschrift: „Hier verunglückte am 10. Nov. 1934 Karl Braun aus Kesternich – Mein Jesus Barmherzigkeit.“ – „Erneuert 2021 Eifelverein Monschau.“ |      |
| Ecke Alter Weg / Heidgen (Lage)                    | Monschau-Höfen                  | unbekannt                                     | Fußfallkreuz an der Wegegabelung, braunes Kreuz mit rautenförmiger Rückwand hinter braunem Korpus; Giebeldach mit geschwungener Frontseite. Hochrechteckiger Holzsockel mit kleiner Rundbogennische für ein Kerzengefäß. Geschichte unbekannt. |      |
| Ecke Hauptstraße / Weiherstraße (Lage)             | Monschau-Höfen                  | unbekannt                                     | Modernes aus jeweils drei horizontalen und vertikalen Stahlrohren geformtes Kreuz am zentralen Denkmalplatz in Höfen. Es ist befestigt an einem altarartigen kräftigen Sockelbau aus Bruchsteinen. Geschichte unbekannt. |      |
| Ecke Ochsenweide / Pferdebahn (Lage)               | Monschau-Höfen                  | 1816                                          | Fußfallkreuz aus Sandstein auf hohem Sockel mit leerer Figurennische. Stand anfangs an dem 1857 abgerissenen Vorläuferbau der heutigen Pfarrkirche St. Michael. Später diente es als Missionskreuz und wurde in den 1960er-Jahren zum heutigen Standort verlegt. |      |
| Eppertsweg                                         | Monschau-Höfen                  | Mitte 20. Jh.                                 | Gedenkkreuz für Josef Schreiber, der hier am 2. Juli 1952 verstorben ist. Einfaches schmuckloses Holzkreuz auf kleinem Steinsockel ohne Korpus, zuletzt restauriert 2014 durch den Eifelverein Höfen. Inschrift Querbalken: „Josef Schreiber † 2.7.1952“ |      |
| Forsthaus Rothe Kreuz (Lage)                       | Monschau-Höfen                  | 1884                                          | Schlichtes hölzernes hohes Gipfelkreuz auf dem Rastplatz beim Forsthaus Rothe Kreuz im Höfener Wald, symbolisiert den höchsten Punkt dieses Waldrückens am Quellgebiet des Riffelbachtals. |      |
| Hauptstraße 44 (Lage)                              | Monschau-Höfen                  | 2016                                          | Braunes Fußfallkreuz mit kurzem Fuß, rautenförmig verstärkter Rückwand und Giebeldach. Mittig aufgesetztes kleines Metallkreuz mit kleinem metallenem Korpus. Inschrift Plakette: „Fußfallkreuz neu errichtet am 10. Oktober 2016. Heimat- und Eifelverein Höfen.“ |      |
| Hauptstraße 45 (Lage)                              | Monschau-Höfen                  | unbekannt                                     | Prozessionskreuz an der Apsis der Kirche St. Michael. Braunes Kreuz mit großem hellem Korpus, vergoldete Strukturen an den Enden der Kreuzbalken. Großes, baldachinartiges weit vorkragendes Giebeldach auf verzierten Stützhölzern. Am Fuße des Kreuzes geschwungener mehrteiliger Sockel. Sockelinschrift mit Chronogramm: „GeDenkt DoCh ChrIsten Der hoeChsten LIebe eVres gVten Vaters.“ |      |
| Hauptstraße 68 (Lage)                              | Monschau-Höfen                  | unbekannt                                     | Braunes Fußfallkreuz mit kurzem Fuß, geschwungene rautenförmig verstärkte Rückwand und Giebeldach, kleiner metallener Korpus. |      |
| Hauptstraße 80 (Lage)                              | Monschau-Höfen                  | unbekannt                                     | Schmales hohes hölzernes „Hauskreuz“ mit kurzem Giebeldach an der Wand des Hauses, heller Korpus; Geschichte unbekannt. |      |
| Hauptstraße 114 (Lage)                             | Monschau-Höfen                  | unbekannt                                     | Kreuz bestehend vertikal wie horizontal aus jeweils drei miteinander verbundenen schmalen grünbraunen Eisenrohren, im Kreuzmittelpunkt anstelle des Korpus eine runde Inschriftenplakette. Geschichte unbekannt. Inschrift Plakette: „Wenn du an mich denkst, da du gesund, ich an dich denk in letzter Stund.“ |      |
| Hauptstraße 126 (Lage)                             | Monschau-Höfen                  | unbekannt                                     | Großes hohes Holzkreuz mit geschwungener farbiger Rückwand und geschwungenem farblich abgesetztem Dachgiebel. Kreuz ist eingebaut in einer sechseckigen Sockelanlage, Areal eingerahmt rückseitig von einer Buchenhecke und vorderseitig von einem schmiedeeisernen Gatter. Die Art der Kreuzanlage weist ebenfalls auf Verwendung als Fußfallkreuz hin. |      |
| Heidgen 7 (Lage)                                   | Monschau-Höfen                  | unbekannt                                     | Reich verziertes Metallkreuz mit aufgesetztem Metallkorpus, darunter eine Inschriftenplakette, unter der in einer Nische zwei Figuren eingearbeitet sind. Geschichte unbekannt. Inschrift Plakette: „In meines Herzens Grund, dein Nam und Kreuz allein, funkelt allzeit und Stund, drauf kann ich fröhlich sein. – J. S. Bach, Johannespassion“ |      |
| Höfener Wald – Engelsief (Lage)                    | Monschau-Höfen                  | 1930er-Jahre, 2015 ersetzt                    | Gedenkkreuz für die Opfer am Rand des Höfener Waldes für Vater Peter und Sohn Josef Käfer, die 1938 bei der Feldarbeit durch einen Blitzschlag tödlich getroffen wurden. Das alte Kreuz war zwischenzeitlich bei Waldarbeiten abhandengekommen und wurde 2015 durch ein entsprechend umgestaltetes gespendetes Friedhofskreuz im Beisein mehrerer Enkel ersetzt und eingesegnet. Inschrift: „Peter Käfer u. Sohn Josef, * 28.5.1874, * 4.11.1921, † 2.8.1938 durch Blitzschlag.“ |      |
| Schleidener Straße – Parkbucht (Lage)              | Monschau-Höfen                  | Anfang 19. Jh.                                | Gedenkkreuz für den hier im Jahr 1823 tödlich verunglückten Johann Theissen, geboren im 18. Jahrhundert. Altes zerborstenes Steinkreuz, saniert und teils neu eingefasst. Inschrift Plakette: „Dieses Kreuz wurde errichtet zur Erinnerung an den tödlichen Unfall des Johann Theissen im Jahr 1823 – und wird gepflegt durch den Eifel- und Heimatverein Höfen e. V.“ |      |
| Triftstraße 34 (Lage)                              | Monschau-Höfen                  | unbekannt                                     | Altes schmuckloses, aber kräftiges Steinkreuz ohne Inschrift; Geschichte unbekannt. |      |
| Triftstraße 49 (Lage)                              | Monschau-Höfen                  | unbekannt                                     | Großes Holzkreuz mit rautenförmig verstärkter Rückenwand und Giebeldach; heller großer Korpus, darunter metallener Kerzenhalter. Breiterer hölzerner Fuß, vor dem ein Blumenkübel aus Stein für jahreszeitlichen Schmuck sorgt. |      |
| Waldweg Brather Hof (Lage)                         | Monschau-Höfen                  | 1958/1959                                     | Gedenkkreuz für Franz Theissen, der an dieser Stelle zu Tode gekommen ist. Einfacher Holzpfahl, an dessen unterem Abschnitt ein kleines Kreuz angebracht ist. Darüber eine sechseckige Holzplatte als Inschriftentafel mit geschiefertem Giebeldach. Inschrift: „Franz Theissen, 13.10.1958.“ |      |
| Ecke Alzerplatzweg / Kauferberg (Lage)             | Monschau-Höfen-Alzen            | um 1950, 1984 erneuert                        | Das Fußfallkreuz auf dem Alzerplatz diente nach dem Zweiten Weltkrieg als Prozessionskreuz für die Karfreitags- und Osternachtsprozessionen und wurde 1984 von der Nachbarschaft erneuert. |      |
| Asselbachtal, West (Lage)                          | Monschau-Imgenbroich            | unbekannt                                     | Stabiles hölzernes Flurkreuz mit Zinkblech gegen Verwitterung geschützt, kleiner metallener Korpus, kleine hölzerne Umzäunung, Geschichte unbekannt. |      |
| Asselbachtal, Ost (Lage)                           | Monschau-Imgenbroich            | unbekannt                                     | Hellbraunes flaches Holzkreuz an einem Baum befestigt, mittig aufgesetztes kleines Metallkreuz mit Korpus. Geschichte unbekannt. Inschrift: „Sieh o Mensch, dies tat ich für Euch, was tut ihr für mich? Wir denken an Euch.“ |      |
| Bernhard-Lauscher-Straße 4 (Lage)                  | Monschau-Imgenbroich            | unbekannt                                     | Dunkles Holzkreuz mit rautenförmiger Rückenverstärkung und Giebeldach mit geschwungener Vorderkante, grauer Korpus, Geschichte unbekannt. |      |
| Belgenbacher Mühle, Hauptgebäude (Lage)            | Monschau-Imgenbroich            | unbekannt                                     | Hohes hölzernes „Hauskreuz“ mit hellem Korpus, helle rautenförmige geschwungene Rückenverstärkung, mit rot gestrichenem Zinkblech verkleidetes Giebeldach. |      |
| Belgenbacher Mühle, Remise (Lage)                  | Monschau-Imgenbroich            | unbekannt                                     | Kleines kräftiges rautenförmiges Holzkreuz mit geschnitztem Korpus unter vorkragendem geschwungenem Giebeldach am Schuppengebäude der Mühlenanlage. |      |
| Belgenbacher Mühle, Wegekreuzung (Lage)            | Monschau-Imgenbroich            | unbekannt                                     | Größeres braunes hölzernes Flurkreuz mit rautenförmiger Rückenverstärkung und Giebeldach, heller Korpus, Geschichte unbekannt. |      |
| Ecke Hengstbrüchelchen – Bruchzaun (Lage)          | Monschau-Imgenbroich            | unbekannt                                     | Kräftiges braunes Holzkreuz mit kleinem metallenem Korpus unter Giebeldach mit geschwungener Vorderkante, Kerzenhalter am Fuß des Längsbalkens. Geschichte unbekannt |      |
| Ecke Hengstbrüchelchen – Stillbuschweg (Lage)      | Monschau-Imgenbroich            | 1930, 2017 saniert                            | Das dem „Pestheiligen“ Rochus von Montpellier geweihte und deshalb auch „Rochuskreuz“ genannte Gedenkkreuz erinnert an eine frühere Pestepidemie, vermutlich jene im 16. Jahrhundert. Anfangs wurde an der dortigen Kreuzung ein erstes Wegekreuz aufgestellt, das 1703 durch die Rochuskapelle ersetzt wurde, die ihrerseits 1793 zerfiel. Erst 1930 wurde schließlich durch Pfarrer Johannes Pontzen eine neue Kreuzanlage errichtet und seitdem mehrfach saniert. Seit 1962 ist sie eine Pilgerstätte für Friedensgebete, wo sich die Bürger bis 1989 jeweils am Vorabend des Aufstands vom 17. Juni 1953 trafen und seit 1990 jeweils am Abend des Mauerfalls vom 9. November versammeln. |      |
| Ecke Kirschensteinweg – Vennbahn (Lage)            | Monschau-Imgenbroich            | 1993                                          | Gedenkkreuz für drei Schulkinder, die bei einem Zusammenstoß eines mit 30 Kindern besetzten Schulbusses mit einer Lokomotive auf dem unbeschrankten Übergang der damals noch befahrenen Vennbahn ums Leben kamen. Neun weitere Kinder wurden zum Teil schwer verletzt. Im Jahr 1993 stellte der Verein für Heimatgeschichte das Gedenkkreuz am ehemaligen Bahnübergang auf, wo heute auf der stillgelegten Bahntrasse der Vennbahn-Radweg verläuft. Inschrift: „Gedenket der Imgenbroicher Schulkinder Heike Mertens, Heinz-Dieter Stoffels Volker Schmitz, gestorben beim Zusammenstoß des Schulbusses mit einem Zug am 22.10.1971“ |      |
| Ecke Trierer Straße – Jennegässchen (Lage)         | Monschau-Imgenbroich            | unbekannt                                     | Hölzernes langes Fußfallkreuz auf Grundstücksmauer, vergoldeter Korpus. |      |
| Grünenthalstraße 23 (Lage)                         | Monschau-Imgenbroich            | unbekannt                                     | braunes Holzkreuz mit kleinem hellem Korpus unter Giebeldach mit geschwungener Vorderkante, langer Längsbalken, befestigt in einem kleinen Steinblock. Geschichte unbekannt. |      |
| Grünenthalstraße – Gemeindewald (Lage)             | Monschau-Imgenbroich            | 1989                                          | Das etwas versteckt liegende Gedenkkreuz erinnert an vier Bewohner aus Imgenbroich, die im Verlauf des Zweiten Weltkriegs ab Spätsommer 1944 im dortigen Wald Ausweichquartiere bezogen hatten, um sich einer angeordneten Evakuierung durch die herannahenden alliierten Truppen zu entziehen. Dabei wurden sie von einer Granate getroffen und waren auf der Stelle tot. Inschrift: „Am 20.09.1944 starben durch Granaten Maria Jansen, Katharina Pontzen, Anna Huppertz, Ewald Huppertz." und "Errichtet durch den Verein für Heimatgeschichte Imgenbroich 1989“ |      |
| Hargard (Lage)                                     | Monschau-Imgenbroich            | 2019                                          | Kleines metallenes, mit zahlreichen Verzierungen geschmücktes und in einem hohen Steinblock befestigtes Gedenkkreuz für Christian Pohl aus Monschau, der aus ungeklärter Ursache die Kontrolle über sein Fahrzeug verlor, gegen einen Baum prallte und noch an der Unfallstelle verstarb. Inschrift: „Christian * 21.03.1985 † 29.12.2018.“ |      |
| Heidbüchel 11 (Lage)                               | Monschau-Imgenbroich            | unbekannt                                     | Braunes Kreuz auf steinernem Sockel mit geschwungener rautenförmiger Rückwand, kleiner Korpus unter Giebeldach, Geschichte unbekannt. |      |
| Kieselbacher Weg (Lage)                            | Monschau-Imgenbroich            | 20. Jh.                                       | Gedenkkreuz für den Ort des ehemaligen ersten, um 1600 eingerichteten protestantischen Friedhofs Walchenau auf dem Gebiet der Stadt Monschau. Nach 1794 wurde er nicht mehr belegt und verfiel. 1831 wurde die Anlage endgültig aufgegeben und 1938 mit einem heute nicht mehr existenten Westwallbunker überbaut. |      |
| Kirchsteinweg 32 (Lage)                            | Monschau-Imgenbroich            | unbekannt                                     | Braunes „Hauskreuz“ an der Nordwand des Seitenflügels der Rochusmühle. |      |
| Leisbach (Lage)                                    | Monschau-Imgenbroich            | 1930er-Jahre                                  | Gedenkkreuz für Hubert Lennartz, der beim Baumfällen tödlich verunglückte. Braun lasiertes Holz mit Zinkblechschutz vor Verwitterung, kleiner heller Korpus. Inschrift: „Hubert Lennartz, geb. am 20.3.1869, gest. 23.1.1933, beim Baumfällen tödlich verunglückt“ |      |
| Lutterbach – Grillhütte (Lage)                     | Monschau-Imgenbroich            | unbekannt                                     | Zweiteiliger schmaler Bildstock, viereckiger konisch zulaufender heller Sockel, abgedeckt mit einer Zwischenplatte, darauf ein Nischengehäuse mit spitzem Giebeldach. In der gotisch geformten Öffnung der Nische ein Marienbildnis und auf dem Sockel eine Plakette mit einem trauernden Frauengesicht. |      |
| Rurtalweg (Lage)                                   | Monschau-Imgenbroich            | 2000er-Jahre                                  | Gedenkkreuz für Franz Josef Michaux, der hier ums Leben kam. Einfaches zierliches Metallkreuz ohne Korpus, unterhalb der Kreuzmitte eine Inschriftenplakette, darunter eine Metallplatte für einen Kerzenlampe. Versteckt im Wald liegend, etwas abseits des Ruruferwegs. Inschrift: „Ein letzter Gruß * 16.08.1937 — † 30.10.2002 Franz Josef Michaux“ |      |
| Schulstaße (Lage)                                  | Monschau-Imgenbroich            | um oder vor 1830                              | Das mittlerweile etwas ramponierte Blausteinkreuz mit kleinem metallenem Korpus stand anfangs auf dem Areal des 1830 erbauten ersten Schulhauses Imgenbroichs. Wann genau und warum es errichtet worden war und wo es eventuell zuvor gestanden haben könnte, geben die Quellen keine Auskunft. Im Jahr 1918 wurde es neben dem Haupteingang der neu erbauten Volksschule aufgestellt und mit dem Umzug dieser Schule im Jahr 1952 zum jetzigen Standort mitversetzt. Inschrift: „Vater, in Deine Hände empfehle ich meinen Geist. Lukas 23,46“ |      |
| Am Lehmpol 5 (Lage)                                | Monschau-Kalterherberg          | unbekannt                                     | Schmuckes zierliches „Hauskreuz“ aus Metall an der Nordfassade des Hauses. |      |
| Elsenborner Straße 84 (Lage)                       | Monschau-Kalterherberg          | 18./19. Jahrhundert                           | Ein Bildstock aus Bruchsteinen mit Giebeldach und aufgesetztem Kreuz. Mittig eine spitzbogige Figurennische, darüber in der Giebelfläche eine weitere kleine Nische für ein Kerzengehäuse. Der Bildstock wurde etwa 18./19. Jahrhundert errichtet und diente anfangs als Sakramentsstation für die jährliche Fronleichnamsprozession. Seit 1936 wurde er zu einer Andachts- und Raststation für die Pilger der St.-Hubertus-Bruderschaft auf ihrer jährlichen Ardennenwallfahrt von Lendersdorf im Kreis Düren nach Saint Hubert in der belgischen Provinz Luxemburg. Zu diesem Zwecke statteten sie die Nische mit einer figürlichen Darstellung des hl. Hubertus von Lüttich aus und hefteten im Jahr 2020 anlässlich des 300-jährigen Bestehens der Wallfahrt oberhalb der Nische eine Erinnerungsplakette an. Inschrift Plakette: „Saint Hubert 1720–2020 – 300 Jahre Ardennenwallfahrt Lendersdorf“ |      |
| Em Sief (Lage)                                     | Monschau-Kalterherberg          | 1950er-Jahre                                  | Gedenkkreuz für den Viehhüter Willi Stoffels, der beim Viehtrieb im Alter von nur 25 Jahren plötzlich an einer später diagnostizierten Lungenembolie verstarb. Als ehemaliger Soldat der Luftabwehr wurden ihm wie auch vielen seiner Kameraden, Stimulanzien zum Wachbleiben angeboten, an deren Folgen nicht nur Stoffels, sondern auch ein Großteil der anderen Soldaten gestorben sind. Inschrift Plakette: „O Wanderer halte ein und sprich ein schlicht Gebet, da auch du nicht weißt die Stund' noch Ort, wann dich der Herr ruft von der Erde fort. – Hier ereilte unseren lieben Sohn und Bruder Willi Stoffels durch Herzschlag ein allzu früher Tod. Geb. 26.2.1924 – gest. 6.7.1949“ |      |
| Engelgasse – Abzweig rechter Wirtschaftsweg (Lage) | Monschau-Kalterherberg          | Mitte 20. Jh.                                 | Das kleine Kreuz, hergestellt aus Betongemisch im Stil eines Eisernen Kreuzes, aufgestellt auf einem Blausteinsockel, erinnert an den Gefreiten Paul Josef Mertens, geboren am 18. April 1914, der als erster Kriegstoter des Ortes gilt. Er war zusammen mit dem Soldaten Pauls aus Höfen als Grenzstreife eingesetzt und wurde dabei von seinem Partner versehentlich getötet, als sich aus dessen ungesichertem Gewehr unbeabsichtigt ein Schuss löste. Inschrift: „Für Heimat und Vaterland gab hier sein junges Leben Gefr. Josef Mertens am 18.3.1940“ |      |
| Heisterbachtal – Kölschberg (Lage)                 | Monschau-Kalterherberg          | 1960er-Jahre                                  | Auf einem Hang oberhalb des Zuflusses des Heisterbachs in den Perlenbach ließ der damalige Besitzer der Parzelle ein hohes Flurkreuz aus Eichenholz aufstellen sowie mit zahlreichen Verzierungen versehen und weiß anstreichen, weswegen es den Namen „Weißes Kreuz“ erhielt. Die Parzelle auf dem so genannten „Kölschberg“ diente viele Jahre als Zeltplatz für Pfadfindergruppen, was nach der Eingliederung in das Naturschutzgebiet Perlenbach-Fuhrtsbachtal nicht mehr möglich war. Unter der Verantwortung des Eifelvereins Kalterherberg wurde das Kreuz zuletzt im Jahr 2009 restauriert. |      |
| Heistertweg (Lage)                                 | Monschau-Kalterherberg          | 1980er-Jahre                                  | Gedenkkreuz für den Kalterherberger Bürger Josef Schmitz, geboren am 26. Juli 1927, der an dieser Stelle am 29. Dezember 1985 auf dem Weg zur Wildfütterung im Auto einen tödlichen Herzinfarkt erlitt. Das Kreuz wird gepflegt durch den Eifelverein Kalterherberg und wurde zuletzt 2017 aufwändig restauriert. |      |
| Messeweg 8 (Lage)                                  | Monschau-Kalterherberg          | unbekannt                                     | „Hauskreuz“ aus braun lasiertem Holz mit hellem Korpus unter schlichtem Giebeldach an der Südfassade des Hauses. |      |
| Messeweg 62 (Lage)                                 | Monschau-Kalterherberg          | unbekannt                                     | Kleineres schmuckes „Hauskreuz“ als Wandkreuz aus oliv-grünem Holz mit rautenförmig verstärkter Rückenwand und kleinem hellem Korpus unter schmalem Giebeldach. |      |
| Monschauer Straße 12 (Lage)                        | Monschau-Kalterherberg          | unbekannt                                     | Kräftiges steinernes „Hauskreuz“ aus Blaustein auf breitem querrechteckigem Sockel mit seitlichen abgerundeten Stützelementen. Als einzige Verzierungen zeigen sich mehrere eingravierte Nuten in Form eines Andreaskreuzes. |      |
| Perlenbachtal – unterhalb Mühlenweg (Lage)         | Monschau-Kalterherberg          | 1970er-Jahre                                  | Gedenkkreuz am nördlichen Randweg des Perlenbachs für Alfons Alt, geboren 1923, der am 12. April 1976, dem Montag der Karwoche, beim Joggen an den Spätfolgen eines früheren Herzinfarktes verstarb. Es war seine erste Joggingrunde nach überstandener Therapie und er war mit einem Laufkollegen unterwegs, der jedoch schneller lief und bei Höfener Mühle auf ihn warten wollte. Weil Alfons Alt jedoch nicht kam, suchte dieser nach ihm und fand ihn leblos im Gebüsch vor. Das später aufgestellte Steinkreuz war zuvor das Oberteil eines ehemaligen Friedhofkreuzes. |      |
| Theißbaumweg (Lage)                                | Monschau-Kalterherberg          | 18. Jh., mehrfach erneuert                    | Einfaches, großes, schwarzes Holzkreuz, ohne Inschrift und ohne Korpus, angelehnt an einer 300 Jahre alten Stieleiche, die von der Bevölkerung als „Gottesbaum“ oder „Theißbaum“ bezeichnet wird, eventuell nach dem Apostel Matthäus, und die seit 1973 als Naturdenkmal eingetragen ist. Laut mündlicher Überlieferung soll der frühere Besitzer der Parzelle testamentarisch verfügt haben, dass die Nachnutzer an dem Baum einen Altar für die alljährliche Fronleichnamsprozession errichten sollten. Es blieb jedoch nur bei einem großen Holzkreuz, der Altar wurde als mobiles Zubehör jeweils nur an den Prozessionstagen aufgebaut. Seit 2007 wird die Anlage vom Eifelverein Kalterherberg betreut, der dort als Umzäunung eine Buchenhecke pflanzte, Sitzbänke aufstellte sowie das Kreuz regelmäßig saniert.                                                                                |      |
| Wirtschaftsweg – Flur Hassebuer (Lage)             | Monschau-Kalterherberg          | Ende 19. Jh., 1960er-Jahre versetzt           | Ehemaliges 3,50 Meter hohes Friedhofskreuz. Es stand anfangs an der Südseite des alten Vorläuferbaus der heutigen Pfarrkirche St. Lambertus und wurde beim Neubau der Kirche zum Friedhof versetzt. Von diesem Kreuz überstand lediglich der Sockel die Zeit und wurde auf Initiative von Pastor Schlömer in den 1960er-Jahren am heutigen Ort neu aufgestellt. Seit 2011 wird die Anlage vom Eifelverein Kalterherberg betreut, der das Areal großräumig mit einem Staketenzaun umgab und mit Sitzbänken ausstattete. Inschrift: „Ich bin die Auferstehung und das Leben. Wer da glaubt an mich wird, selbst wenn er gestorben ist, leben. Und jeder, der da lebt und glaubt an mich, wird nimmer sterben in Ewigkeit.“ |      |
| Wofelberg (Lage)                                   | Monschau-Kalterherberg          | unbekannt                                     | Neueres braun lasiertes hölzernes Flurkreuz mit hohem im Boden verankertem Längsbalken, rautenförmig verstärkter Rückenwand und mit Zinkblech belegtem gewalmtem Giebeldach. In der Mitte der Raute weiteres kleineres und helleres Holzkreuz mit aufgesetztem Korpus. Große Inschriftentafel am Längsbalken, Geschichte unbekannt. Inschrift Tafel: „Wer meint der Jäger sei ein Sünder, weil selten er zur Kirche geht, im Wald ein ehrlicher Blick zum Himmel, ist besser als ein falsch Gebet.“ |      |
| Ruitzhof 32 (Lage)                                 | Monschau-Kalterherberg-Ruitzhof | unbekannt                                     | Schmuckes „Hauskreuz“ aus hellbraun lasiertem Holz mit rautenförmig verstärkter Rückenwand, kleiner geschnitzter Korpus unter schieferbedecktem Giebeldach mit geschwungener Vorderkante. Längsbalken im unteren Bereich ebenfalls geschwungen und eingelassen in einem kleinen Steinsockel. |      |
| Am Entepol 4 (Lage)                                | Monschau-Konzen                 | 20. Jh.                                       | Gedenkkreuz für Klaus Steffens und Horst Kuepper, einfaches Holzkreuz, befestigt auf einem Basisstein, mit Zinkblech witterungsgeschütztes Giebeldach. Nähere Geschichte unbekannt. Inschriftengravur im Querbalken: „Klaus Steffens – Horst Kuepper – 8.5.1983“ |      |
| Breite Straße 34 (Lage)                            | Monschau-Konzen                 | unbekannt                                     | Kleines breites und schlichtes Holzkreuz hinter einem altarähnlichen Sockel aus Bruchsteinen und mit einem Blumenkübel geschmückt. Kleiner metallener Korpus. Geschichte unbekannt. |      |
| Ecke Rönnjeasje – Strüverweg (Lage)                | Monschau-Konzen                 | 1954, später ausgetauscht                     | Gedenkkreuz für den landwirtschaftlichen Arbeiter Klemens August Krings, der dort einen tödlichen Herzinfarkt erlitt. Krings wurde zuvor noch von einem vorbeifahrenden Gespannfahrer sitzend in der Hecke gesichtet, doch als er nicht zu Hause zum Mittagessen erschien, wurde er von seiner Schwiegertochter gesucht. Diese fand ihn immer noch in der Hecke sitzend und mit einer erloschenen Pfeife im Mund. Sein Sohn ließ daraufhin an der Hecke ein erstes Holzkreuz aufstellen, das vom Enkel des Toten später gegen das heutige Kreuz ersetzt wurde. Inschrift Plakette: „Zu Gottes Ehre und zum christlichen Andenken an den am 9. März 1954 bei der Feldarbeit durch Herzschlag verstorbenen Klemens August Krings“; Inschrift Sockel: „Rette Deine Seele“ |      |
| Hexenplatz – Om Jellert (Lage)                     | Monschau-Konzen                 | 2007                                          | Schmuckes hölzernes Flurkreuz mit Giebeldach und vergoldetem Korpus auf einer geschwungenen Rückfläche, das keine historische Bedeutung vorweist. Es wurde ausschließlich zur Verschönerung des Platzes aufgestellt, der von alters her als „Hexenplatz“ bezeichnet wird und als solcher seit 2022 mit zahlreichen mystischen Silhouetten-Gestalten aus Stahl entsprechend inszeniert wird. |      |
| Boverij (Lage)                                     | Monschau-Mützenich              | 1930er-Jahre, 2017 erneuert                   | Ein Protestkreuz, aufgestellt von dem Anwohner Theodor Sommer anlässlich der Anweisung aus dem Jahr 1938, die Kreuze in den Schulklassen verbot. Daraufhin stellten Sommer und andere mutige Dorfbewohner beliebig viele Kreuze auf den umliegenden Wiesen auf, von denen das Kreuz am Boverijweg eines der letzten seiner Art ist. Im Jahr 2012 wurde es durch Vandalismus zerstört und verbrannt. Ein Enkel von Theodor Sommer errichtete 2017 das heute vorhandene Kreuz erneut an alter Stelle. Inschrift: „Im Kreuz ist heil. Das Kreuz besteht, wenn auch die Welt vergeht.“ |      |
| Ecke Reichensteiner Straße – Gustengasse (Lage)    | Monschau-Mützenich              | unbekannt                                     | Hohes einfaches dunkles Holzkreuz, mittig ein sehr kleines weiteres holzgeschnitztes Kreuz mit angedeutetem Korpus, Geschichte unbekannt. |      |
| Ehrensteinsheckweg (Lage)                          | Monschau-Mützenich              | unbekannt                                     | Kräftiges Flurkreuz aus braun lasiertem Holz mit rautenförmig verstärkter Rückenwand, heller Korpus unter Giebeldach, Dach und Seitenleisten mit Zinkblech vor Verwitterung geschützt. Längsbalken eingelassen in einem quadratischen kegelförmigen Blaustein mit sternförmigen Verzierungen. |      |
| Eupener Straße (Lage)                              | Monschau-Mützenich              | 1870                                          | Massives braunes und hoch reichendes hölzernes Missionskreuz an der Südwand der Pfarrkirche St. Bartholomäus, großer, natürlich nachempfundener geschnitzter Korpus unter einem breiten und weit vorkragenden Giebeldach mit verzierter Vorderkante; Inschrift Vorderkante Giebeldach: „Das tat ich für Dich Was tust Du für mich.“ Inschrift Längsbalken: „Crux Missionis 1870 – 1850 – 1868“ |      |
| Eupener Straße 80 (Lage)                           | Monschau-Mützenich              | 1859                                          | Großes hölzernes Prozessionskreuz hinter einem kleinen metallenen Schutzgitter in einem breiten kapellenartigen Holzgehäuse mit schieferbedecktem Giebeldach. Inschrift eingraviert auf den Kreuzbalken: „INRI – Gedenk an den Tod – 1859“ |      |
| Hatzevenn – Grenze (Lage)                          | Monschau-Mützenich              | 1935, 2003 neu errichtet                      | Gedenkkreuz für Alois Roder aus Mützenich, der am Abend des 5. Juli 1935 oberhalb des Wirtschaftsweges „Hatzevenn“ von einem Zollbeamten beim Schmuggeln erwischt wurde. Als er den Aufrufen zum Stehenbleiben nicht nachkam, wurde er von dem Zollbeamten aus kurzer Entfernung offensichtlich gezielt in die Brust geschossen und starb auf der Stelle. Wie sich im Nachhinein herausstellte, handelte es sich bei Roder um den früheren Ortsgruppenleiter der NSDAP in Mützenich, der ein langes Strafregister vorweisen konnte. Inschrift (Holz): „Roderkreuz“; Inschrift (Plakette): „Hier wurde Alois Roder aus Mützenich, geb. am 27.06.1899, als Schmuggler von einem Zöllner am 05.07.1935 erschossen. Neu errichtet im November 2003 Eifelverein Ortsgruppen Konzen und Mützenich.“ |      |
| Hatzevenn – Waldrand (Lage)                        | Monschau-Mützenich              | 1897                                          | Einfaches stark verwittertes hölzernes Gedenkkreuz mit kleinen hellen Korpus mittig kurz vor dem Waldrand zu den Wiesen oberhalb des Wirtschaftsweges „Hatzevenn“. Geschichte unbekannt. Inschrift: „1897“ |      |
| Reichensteiner Straße 107 (Lage)                   | Monschau-Mützenich              | unbekannt                                     | Schlichtes „Hauskreuz“ mit schieferbedecktem Giebeldach, heller Korpus. |      |
| Reichensteiner Straße 135 (Lage)                   | Monschau-Mützenich              | 1730er-Jahre                                  | Das kleine, stark verwitterte ehemalige Grabkreuz erinnert an den Landwirt Wolter auf dem Hof Eschweide, der aufgrund einer Mess-Stiftung für das Kloster Reichenstein die Genehmigung erhielt, auf dem Klosterareal beigesetzt zu werden. Nach der Säkularisation des Klosters im Jahr 1802 wurde das Grabkreuz zum heutigen Standort als Markierung einer Flurgrenze verlegt. Inschrift: „(AN)NO 173(2) DEN 15 AVGVSTV(S) IST VON EHRSAMMER ANDREA (S) WOLTER DEN HERRN E(N)TSCHLAFEN ANNO 1733 DEN 4 JANWARREY (I)ST SEINE EHRLICH HAVS FRAU (G)ERTRVDHE IN DEN HERR(N) ENTSCHLAFEN I(H)S“ |      |
| Reichensteiner Straße 135 – Waldweg (Lage)         | Monschau-Mützenich              | unbekannt                                     | Hölzernes, braun lasiertes Flurkreuz mit großem weißem Korpus unter schmalem schiefergedecktem Giebeldach. Längsbalken ist eingelassen in einem kleinen Steinsockel, davor eine metallene Platte für Kerzengefäße oder Blumen. Unter dem Korpus Tafel mit der Darstellung der Betenden Hände und dem Buchstabensymbol für anno domini. |      |
| Reichensteiner Straße 135 – Brettner Hof (Lage)    | Monschau-Mützenich              | unbekannt                                     | Kräftiges hölzernes Flurkreuz mit rautenförmiger Rückenwand und Giebeldach, kleiner grauer Korpus. Am Fuß eine hölzerne Verbreiterung mit Inschriftentafel und einer kleinen Figur der Maria mit Jesuskind. Inschrift unter dem Querbalken des Kreuzes: „Freund wo gehst du hin? Vergiss nicht, dass ich dein Erlöser bin. Dass ich so viel gelitten hab für dich, daher bleib stehn und grüße mich.“ Inschrift Marienbildnis: „Liebes Kind wo gehst du hin? Denke, dass ich deine Mutter bin. Ich liebe dich h...ngleich, geh nicht vorbei und grüße mich.“ |      |
| Waldweg Klostermühle (Lage)                        | Monschau-Mützenich              | unbekannt                                     | Rautenförmiges hölzernes braunes Flurkreuz mit hohem Längsbalken, angebracht auf einem Felsblock hinter einer Ruhebank. Goldfarbenes Kreuz mit metallenem Korpus auf rautenförmiger Rückwand, Giebeldach und seitlichen Verstärkungen. |      |
| Weilersbroich (Lage)                               | Monschau-Mützenich              | 2002                                          | Gedrungenes kräftiges grünes hölzernes Flurkreuz mit rautenförmiger brauner Rückwand, breitem schieferbedecktem Giebeldach mit geschwungener Vorderkante. Unter dem Korpus Holztafel mit kleinem Giebeldach und Gravur. Anlage wurde als „Friedenskreuz“ konzipiert, Grund unbekannt. Inschrift: „Das Kreuz zum Frieden, Mai 2002“ |      |
| Steling (Lage)                                     | Monschau-Mützenich              | 1995                                          | Das Kreuz ist anstelle einer Kapelle als Andachtszentrum für die Osternachtprozession des Ortes gedacht, wo sich Gläubige seit 1989 unter dem Motto „Nacht des Wachens“ zum Meditationsgebet treffen. Seit 1995 wurde der Platz dem heutigen Kreuz entsprechend umgestaltet. Inschrift: „Nacht des Wachens 1995“ |      |
| Steling – Eifelblick (Lage)                        | Monschau-Mützenich              | 1938                                          | Helles hölzernes Flurkreuz mit kurzem Längsbalken und einfachem Giebeldach aufgestellt inmitten einer kleinen eifeltypischen Heckenlandschaft mit Ruhebänken am Aussichtspunkt „Eifelblick“ in der Nachbarschaft zur Bergkuppe „Steling“ oberhalb von Mützenich, der mit 658 Metern über dem Meeresspiegel höchsten Erhebung der Städteregion Aachen. Inschrift: „Im Kreuz ist Heil. Mai 1938“ |      |
| Dürholderbach, Abzweig Weg zum Holderbach (Lage)   | Monschau-Rohren                 | 1966                                          | Schmales einfaches hölzernes Flurkreuz mit Giebeldach am Zufluss des Dürholderbaches in den Holderbach östlich von Rohren im Naturschutzgebiet Holderbach, Dürholderbach. Es wurde laut Angaben im Handbuch des Bistums Aachen im Jahr 1966 ohne nähere Begründung aufgestellt. Inschrift: „Liebe ist Geben“ |      |
| Kluckweg (Lage)                                    | Monschau-Rohren                 | 1905                                          | Kleines einfaches hölzernes Gedenkkreuz mit Giebeldach in Erinnerung an Stefan Förster, der dort im Juli 1905 gestorben war. Inschrift: „Hier starb Stefan Förster im Juli 1905“ |      |
| Dorfstraße vor Ortseingang (Lage)                  | Monschau-Widdau                 | 1868                                          | Altes Steinkreuz als Fürbitte zum Schutz vor Krankheit, Krieg und Feuer. Inschrift: „O Maria unsere Zuflucht bist, bewahre uns vor Krankheit, Krieg und Brand. O Mutter der Barmherzigkeit, steh uns bei im letzten Streit. Rohren im Juni 1868“ |      |
| Dorfstraße 12 (Lage)                               | Monschau-Widdau                 | unbekannt                                     | Spitzgiebeliger Bildstock aus Bruchsteinen, dem hl. Antonius von Padua geweiht. Schmale Figurennische über die gesamte Bildstockhöhe, im unteren Bereich hinter einem Holzgatter als Schutz ein altarähnlicher Aufbau zum Abstellen von Kerzen und Pflanzen, darauf ein Figurenensemble, das den hl. Antonius mit dem Jesuskind darstellt, über den Nischengiebel ein kleines weißes Metallkreuz |      |
| Dorfstraße 12 (Lage)                               | Monschau-Widdau                 | unbekannt                                     | Kleines hölzernes „Hauskreuz“ auf hohem Längsbalken. Rautenförmig verstärkte Rückenwand, schmales Giebeldach, geschnitzter Korpus, darunter kleiner Holzsockel als Kerzenhalter. |      |
| Heidheckweg (Lage)                                 | Monschau-Widdau                 | unbekannt                                     | Ortstypisches kräftiges Flurkreuz aus braun lasiertem Holz, aufgesetzt auf einem querrechteckigen Steinsockel, braun gefärbter metallener Korpus unter schmalem Giebeldach. |      |
| Holderbachtal – Wiesenhang (Lage)                  | Monschau-Widdau                 | unbekannt                                     | Kleines leicht verwittertes Holzkreuz, angelehnt an einen mächtigen stark verzweigten Baum. Rautenförmig verstärkte Rückenwand, kleiner weißer Korpus. Geschichte unbekannt |      |
| Marksbendenweg (Lage)                              | Monschau-Widdau                 | unbekannt                                     | Hohes braun lasiertes Flurkreuz auf kleinem Steinsockel mit hellem Korpus, Geschichte unbekannt. |      |
| Veilchenstraße 26 (Lage)                           | Monschau-Widdau                 | um 1860                                       | Das einzige erhalten gebliebene der sieben Wegekreuze im Ort, die von dem Schreiner Jakob Clößgen (1796–1865) Mitte des 19. Jahrhunderts angefertigt worden waren. Clößgen war im Ort bekannt als „Widdauer Herrgottschnitzer“. |      |
| Perlenau (Lage)                                    | Monschau-Perlenau               | 1970er-Jahre, 2015 erneuert                   | Gedenkkreuz an den Unfalltod der Maria Schifflers infolge eines Verkehrsunfalls auf abschüssiger Strecke, als diese heutige Sackgasse noch eine Hauptverbindungsstraße von Monschau nach Höfen war. Das schlichte kleine Steinkreuz wurde am 28. Mai 2015 durch den Heimat- und Eifelverein Höfen saniert und neu aufgestellt. Inschrift: „Maria Schifflers, * 3.8.1916 † 8.10.1970“ |      |
| Perlenbacher Mühle (Lage)                          | Monschau-Perlenau               | 1880, 1930                                    | Eine Doppelkreuzanlage auf einem Felsensporn oberhalb der ehemaligen Perlenbacher Mühle, bei der ein älteres, im Jahr 1880 errichtetes Holzkreuz, durch ein im Jahr 1930 aufgesetztes zweites Kreuz verstärkt und stabilisiert wurde. Die Erstanfertigung fand durch Max Müller anlässlich der Gründung seines dortigen Sägewerks statt und die aufgesetzte Verstärkung erfolgte durch seine Söhne anlässlich der Stilllegung des Werks. Beide Anfertigungen sind fest miteinander verschraubt, jedoch ebenso wie die aufgesetzten Plaketten stark verwittert. Inschrift Plakette: „1880 schnitt Max Müller bei der Gründung des Sägewerks J. M. Müller, junior das erste Holz zu diesem Kreuz“ |      |